# Ferencvárosi TC
Ferencvárosi Torna Club (mađ. Ferencvaroški nogometni klub) poznatiji kao Ferencváros je mađarski profesionalni nogometni klub iz Budimpešte. Ferencváros je 1899. osnovao Springer Ferenc, a nazvan je po jednom od gradskih četvrti Budimpešte Ferencvárosu. Ferencváros je najpopularniji nogometni klub u Mađarskoj. Klub je 36 puta bio prvak Mađarske, a 24 puta je osvojio Mađarski kup. Ferencváros je osvojio Kup velesajamskih gradova 1965. godine.
Protiv Ferencvárosa svoju prvu međuklupsku utakmicu odigrao je Prvi nogometni i športski klub 1. listopada 1905. u Budimpešti te pritom izgubio 11:1.

## Klupski uspjesi

### Domaći uspjesi
Nemzeti Bajnokság I
- Prvak (36): 1903., 1905., 1906./07., 1908./09., 1909./10., 1910./11., 1911./12., 1912./13., 1925./26., 1926./27., 1927./28., 1931./32., 1933./34., 1937./38., 1939./40., 1940./41., 1948./49., 1962./63., 1964., 1967., 1968., 1975./76., 1980./81., 1991./92., 1994./95., 1995./96., 2000./01., 2003./04., 2015./16., 2018./19., 2019./20., 2020./21., 2021./22., 2022./23., 2023./24.

Mađarski nogometni kup
- Osvajač (24): 1912./13., 1921./22., 1926./27., 1927./28., 1932./33., 1934./35., 1941./42., 1942./43., 1943./44., 1955./58., 1971./72., 1973./74., 1975./76., 1977./78., 1990./91., 1992./93., 1993./94., 1994./95., 2002./03., 2003./04., 2014./15., 2015./16., 2016./17., 2021./22.

### Europski uspjesi
Kup velesajamskih gradova
- Osvajač (1): 1964./65.

Kup pobjednika kupova:
- Finalist (1): 1974./75.

## Vanjske poveznice
- Službena web stranica